# Муриси (экологическая станция)
Муриси (порт. Estação Ecológica de Murici) — экологическая станция в Бразилии, в штате Алагоас.

## Описание
Экологическая станция Муриси располагается в штате Алагоас, в муниципалитетах Флешейрас, Месиас и Муриси. Она занимает площадь 61,31 км² (6131,53 га), охватывая один из последних фрагментов прибрежных лесов Пернамбуку. Создана 28 мая 2001 года, отнесена к категории МСОП Ia (строгий природный резерват). Управляющий орган — Институт по сохранению биоразнообразия имени Чико Мендеса. Цель создания станции — защита редких, эндемичных и исчезающих видов флоры и фауны, сохранение и восстановление атлантического леса, и поддержка научных исследований.
Бо́льшая часть экологической станции находится на плато Борборема, но восточные участки располагаются на прибрежных осадочных плато. Высота над уровнем моря — от 110 до 580 метров. Тип климата — влажный тропический, со средней температурой воздуха около 25°С и годовым количеством осадков в пределах 2200 мм. Сезон дождей длится с апреля по август; самые влажные месяцы — май и июль, самый засушливый — декабрь.
В пределах экологической станции присутствует множество родников и ручьёв, питающих реку Мундау.
Муриси используется только исследователями для экологического образования. Окружающие её территории распаханы под плантации сахарного тростника и пастбища для скота и продолжают деградировать. Экологическая станция страдает от охоты (объектами которой являются пака, агути и броненосцы) и отлова птиц для содержания в неволе. Существует риск вырубки деревьев с целью заготовки древесины и производства древесного угля, стимулируемый близлежащей трассой BR-101. Области постоянного сохранения природы игнорируются местным населением, которое очищает лесную растительность для ведения сельского хозяйства. Частью проблемы является отсутствие компенсации фермерам за землю, включённую в состав экологической станции.

## Биоразнообразие
Преобладающий тип растительности в экологической станции Муриси — атлантический лес. В наименее затронутых человеческой деятельностью районах, располагающихся преимущественно на большой высоте, лес образует довольно равномерный сомкнутый полог до 40 метров в высоту, что позволяет сохранять тень и удерживать влагу. Виды деревьев включают табебуйю (Tabebuia), муравьиное дерево (Handroanthus impetiginosus), Byrsonima sericea, Schefflera morototoni, Parkia pendula, Pseudobombax, Bowdichia virgilioides, Tapirira guianensis и Protium.
В подлеске встречаются пальмы, такие как Euterpe catinga, множество эпифитов и лиан из семейств Ароидные (Araceae), Орхидные (Orchidaceae) (роды Dimerandra, Dichaea, Pleurothallis, родригезия (Rodriguezia), эпидендрум (Epidendrum), онцидиум (Oncidium)), Бромелиевые (Bromeliaceae) (роды Cryptanthus, эхмея (Aechmea), тилландсия (Tillandsia)) и Марантовые (Marantaceae).
Некоторые растения применяются в медицинских целях, например, фикусы (Ficus), лецитисы (Lecythis), аспидоспермы (Aspidosperma) и абаремы (Abarema). Abarema cochliocarpos, широко используемое в качестве лекарственного растения, находится под угрозой исчезновения в атлантическом лесу.
В Муриси распространено множество видов птиц, среди которых редчайшие Philydor novaesi (вероятно, эндемик экологической станции) и Myrmotherula snowi; также представлены Terenura sicki и славковый тиранчик Phylloscartes ceciliae. Среди змей встречается Bothrops muriciensis.